# Donnell Whittenburg
Donnell Whittenburg (Baltimore, 18 de agosto de 1994) es un deportista estadounidense que compite en gimnasia artística.
Ganó dos medallas de bronce en el Campeonato Mundial de Gimnasia Artística, en los años 2014 y 2015. En los Juegos Panamericanos de 2023 obtuvo tres medallas, oro en la prueba por equipo y en las anillas y bronce en el concurso individual.

## Palmarés internacional
| Campeonato Mundial   | Campeonato Mundial    | Campeonato Mundial | Campeonato Mundial   |
| Año                  | Lugar                 | Medalla            | Prueba               |
| -------------------- | --------------------- | ------------------ | -------------------- |
| 2014                 | Nanning (China)       | Medalla de bronce  | Concurso por equipos |
| 2015                 | Glasgow (Reino Unido) | Medalla de bronce  | Salto de potro       |
| Juegos Panamericanos |                       |                    |                      |
| Año                  | Lugar                 | Medalla            | Prueba               |
| 2023                 | Santiago (Chile)      | Medalla de oro     | Anillas              |
| 2023                 | Santiago (Chile)      | Medalla de oro     | Concurso por equipos |
| 2023                 | Santiago (Chile)      | Medalla de bronce  | Concurso individual  |